# 2790 Needham
2790 Needham eller 1965 UU1 är en asteroid i huvudbältet som upptäcktes den 19 oktober 1965 av Purple Mountain-observatoriet i Nanjing, Kina. Den är uppkallad efter Joseph Needham.
Asteroiden har en diameter på ungefär 7 kilometer och den tillhör asteroidgruppen Eunomia.